# Петушков, Владимир Петрович
Владимир Петрович Петушко́в (23 (10) февраля 1910, дер. Калошино — 14 апреля 1974, Москва) — советский государственный деятель. Первый Заместитель Министра внутренних дел СССР в 1954—1974 годах.

## Биография
Родился 10 (23 февраля) 1910 года, в деревне Калошино (ныне Сергиево-Посадский район Московской области) в семье рабочего, русский. Трудиться начал в июне 1927 года разнорабочим. В 1936 году окончил Московский электромеханический институт железнодорожного транспорта имени Ф. Э. Дзержинского. Затем работал на железной дороге: машинист электропоезда ст. Железнодорожная, с августа 1937 года — инженер, старший инженер группы депо. 
Член ВКП(б) с 1938 года.
В ноябре 1938 — апреле 1939 года — старший инженер сектора центрального отдела электрификации НКПС СССР.
В 1939—1945 годах — на службе в органах внутренних дел, в годы Великой Отечественной войны работал на предприятиях оборонной промышленности (Дальний Восток). В 1945—1946 годах — начальник Технического отдела Управления исправительно-трудовых колоний Главного Управления исправительно-трудовых лагерей и колоний НКВД СССР.
В 1946—1953 годах — в аппарате ЦК ВКП(б) /КПСС, заведующий сектором административных органов отдела административных и торгово-финансовых органов ЦК КПСС.
В 1953—1954 годах — начальник Управления кадров МВД СССР.
В 1954—1957 годах — первый заместитель министра внутренних дел СССР.
С 3 сентября 1957 года по декабрь 1966 года — первый заместитель министра внутренних дел — охраны общественного порядка РСФСР.
С 1967 года — 1-й заместитель министра охраны общественного порядка — внутренних дел СССР.
Умер 14 апреля 1974 года в Москве на 65-м году жизни. Ходили слухи о его гибели в авиационной катастрофе, но на самом деле Владимир Петушков умер в госпитале после неудачной операции.
Похоронен в Москве на Новодевичьем кладбище.
Дочь — спортсменка, олимпийская чемпионка Елена Владимировна Петушкова (1940—2007).

## Звания
- полковник ГБ (2 октября 1953 года);

- полковник внутренней службы (1955);

- генерал внутренней службы 3-го ранга (7 января 1963 года);

- генерал-лейтенант внутренней службы (5 ноября 1973 года)

## Награды
- орден Отечественной войны II степени
- три ордена Трудового Красного Знамени
- орден Красной Звезды
- медали